# Nhà máy hàng không Irkutsk

Nhà máy hàng không Irkutsk

Nhà máy hàng không Irkutsk (tiếng Nga: Иркутский авиационный завод) là công ty chuyên sản xuất hàng không của Nga, có trụ sở tại Irkutsk, Nga được thành lập từ năm 1932. Nó là một phân hiệu của Tập đoàn hàng không Irkut, bản thân tập đoàn Irkut cũng là thành viên của Tập đoàn sản xuất máy bay thống nhất. Tính đến năm 2014, Nhà máy có tổng số 2.500 công nhân viên.
Liên hiệp hàng không Irkutsk, là một trong những Liên hiệp lâu đời nhất trong vùng Transbaykal, chuyên sản xuất máy bay huấn luyện Su-27 UB. Từ khi trở thành công ty cổ phần, Nhà máy hàng không Irkutsk bắt đầu sản xuất cả hàng dân dnhuwnhuw máy bay chở khách trong khi vẫn duy trì sản xuất một số máy bay chủ lực.
Từ khi ra đời vào năm 1932, nhà máy đã chế tạo hơn 7.000 máy bay, bao gồm Su-30 và máy bay huấn luyện cao cấp Yak-130. Nhà máy cũng tham gia sản xuất máy bay chở khách MC-21.

## References
1. 1 2  Stepanov, Slava (ngày 6 tháng 11 năm 2014). "Russian Megafactories: The Sukhoi Su-30, 70 kilometers length of wires". Russia Beyond The Headlines. Truy cập ngày 27 tháng 7 năm 2017.
2. ↑  "Russian Defense Business Directory". Federation of American Scientists. US Department of Commerce Bureau of Export Administration. tháng 5 năm 1995. Truy cập ngày 21 tháng 7 năm 2017.  Bài viết này tích hợp văn bản từ nguồn này, vốn thuộc phạm vi công cộng.

## External links
- Official website